# 1985 w nauce

## Astronomia
- 2 lipca – start sondy kosmicznej Giotto.
- Olin J. Eggen – Nagroda Henry Norris Russell Lectureship przyznawana przez American Astronomical Society.
- Sandra M. Faber – Nagroda Dannie Heineman Prize for Astrophysics przyznawana przez American Astronomical Society.

## Fizyka
- 13 października – pierwsze zderzenia protonów z antyprotonami w akceleratorze Tevatron w Fermilabie

## Nagrody Nobla
- Fizyka – Klaus von Klitzing[1]
- Chemia – Herbert A. Hauptman, Jerome Karle[2]
- Medycyna – Michael Stuart Brown, Joseph Leonard Goldstein[3]